# 大Y
大Y，香港漫畫家、插畫家、遊戲美術設計師、90後網絡漫畫家。 曾出版《有家姐真好！？四姊弟妹爆笑事件簿》和《有家姐真好！？2四姊弟妹勇闖東京》。為孖生妹妹小Y及2個妹妹弟弟的家姐，於2014年開設Facebook專頁「Something Something」，發表以家庭、姊弟妹等日常生活為主的漫畫作品，因漫畫「還番個細佬畀我」而爆紅。畢業於香港浸會大學數碼圖像傳播系，擁有4年美術設計經驗，現職手機遊戲美術設計。曾於《Mine》雜誌及《成報》連載漫畫，並曾接受橙新聞、開罐Opener、Recruit、星島日報等媒體訪問。於2014年參加LINE Sticker創作比賽擠身Top10，活躍於「暖暖漫展。冬日市集」及Yahoo!主辦的「藝造香港」計劃等活動，擁有一班年青粉絲。
《有家姐真好！？四姊弟妹爆笑事件簿》獲香港出版界的「奧斯卡」- 「香港金閱獎2018 」最佳圖文書獎項及「十本好讀」中學組第二名。

## 漫畫
- 《Something Something》 漫畫專頁
- . 非凡出版. 2018. ISBN 9789888489671.
- . 非凡出版. 2019. ISBN 9789888573332.